# Leonardo Baima
Leonardo Baima (San Jorge (Santa Fe), Argentina, 5 de octubre de 1992) es un futbolista argentino. Juega de mediocampista izquierdo y actualmente se desempeña en el Club Atlético Central Norte de Salta que milita en el Torneo Federal A. 

## Carrera
Llegó a Boca Juniors a la edad de 15 años de la mano de la Academia de fútbol de Griffa. Llegó a entrenarse con la primera división de Boca, pero no debutó oficialmente. En 2012, tuvo la chance de disputar 12 minutos en un amistoso que el club jugó ante Cerro Porteño, de Paraguay. Posteriormente volvió a quedar relegado, por lo que de cara a la temporada 2013-14, fue cedido a Aldosivi, que militaba en la B Nacional. Allí, Baima jugó tan solo 12 partidos, en los que marcó un tanto. Finalizado el préstamo, regresó a la reserva xeneize, donde no fue tenido en cuenta. Es por esto que en febrero de 2015 rescindió su contrato, y se incorporó a Defensores de Belgrano, de la Primera B. Posteriormente registro un paso por el fútbol croata para nuevamente volver a su país a vestir los colores de Chacarita Juniors en la Primera B Nacional.

## Clubes
| Club                   | País      | Año             | PJ | Goles |
| ---------------------- | --------- | --------------- | -- | ----- |
| Boca Juniors           | Argentina | 2012 - 2013     | 0  | 0     |
| Aldosivi (cedido)      | Argentina | 2013 - 2014     | 10 | 1     |
| Defensores de Belgrano | Argentina | 2015 - 2017     | 73 | 5     |
| NK Dugopolje           | Croacia   | 2018            | 13 | 0     |
| Chacarita Juniors      | Argentina | 2018 - 2019     | 12 | 1     |
| Nueva Chicago          | Argentina | 2019            | 14 | 1     |
| Club Atlético Platense | Argentina | 2020 - Presente | 3  | 0     |